# رونالد س. ريد
رونالد س. ريد هو رياضياتي كندي، ولد في 19 ديسمبر 1924 في كرويدون في المملكة المتحدة، وتوفي في 7 يناير 2019.